# Giuseppe Gerolamo Buniva
Giuseppe Gerolamo Buniva (Piscina, XVIII secolo – gennaio 1790) è stato un architetto italiano.
Fu padre di Michele Buniva, veterinario e patriota filo-napoleonico, uno dei padri della profilassi in Italia e artefice dell'introduzione del vaccino anti-vaiolo nel Regno di Sardegna.

## Opere
- Il rifacimento della Chiesa di San Rocco (Pinerolo) • (1745) [1]
- La chiesa Parrocchiale di San Grato di Piscina dedicata a San Grato (1766)
- Chiesa parrocchiale di Inverso Pinasca, dedicata a San Francesco di Sales (1776) [2]
- Chiesa di San Bernardino di Frossasco (1770) [3]
- Chiesa di San Secondo a San Secondo di Pinerolo (1773) [4]

- Chiesa dei Santi Pietro e Paolo a Cercenasco [5]
- Presbiterio di Villar Pellice, 1771 < archivio storico del comune>